# Subgrupos de la etnia han
Los subgrupos de la etnia han se definen en función de características lingüísticas, culturales, étnicas, genéticas y regionales. La terminología utilizada en mandarín para describir los grupos es: "minxi" (Chino: 民系; pinyin: mínxì Wade–Giles: min2 hsi4; lit.: linaje étnico, pronunciado [mǐ nɕi ̂ ]), utilizado en China continental o "zuqun" ( chino: 族群; pinyin: zúqún; Wade–Giles: tzu2 ch'ün; lit.: grupo étnico, pronunciado [tsǔ tɕʰwə ̌ n] ), utilizado en Taiwán . Ningún subgrupo Han es reconocido como uno de los cincuenta y seis grupos étnicos oficiales de la República Popular China. Académicos como James W. Hayes han descrito a los subgrupos de chinos Han como "grupos étnicos" rotundamente, al menos en el contexto de la sociedad de Hong Kong.

## Subgrupos han

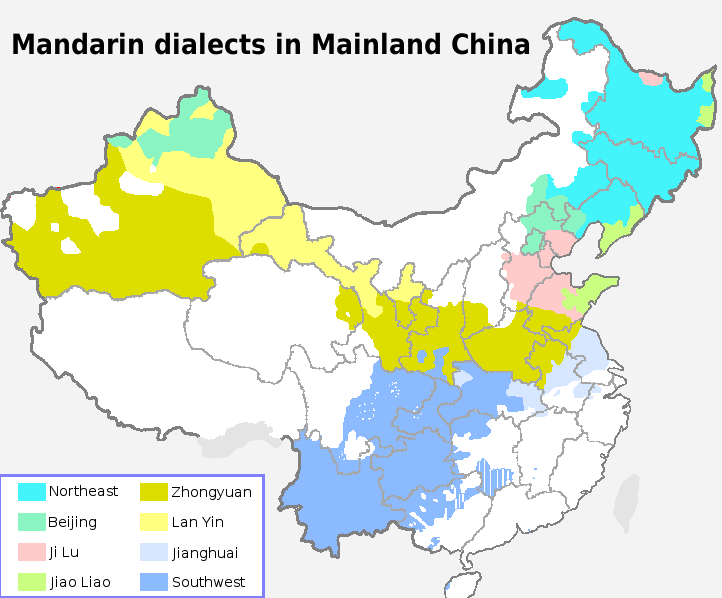
Las ocho áreas dialectales principales del mandarín en China continental

Las principales variedades de chino en China continental y Taiwán

### Grupos de habla mandarín
- Total de hablantes nativos de Han: 918 000 000 (2020)[2]

El mandarín, también conocido como los dialectos del norte, es el más grande de las lenguas siníticas. Incluso en regiones donde históricamente dominaron los hablantes que no hablan mandarín, el mandarín se está introduciendo como lengua franca. Los grupos de habla mandarín son el grupo más numeroso en China continental, pero en la diáspora los dialectos min, hakka y cantonés son más numerosos. El pueblo Dungan de Asia Central es un pueblo nativo de habla mandarín de las Planicies Centrales emparentado con los Hui. Otros pueblos notables de habla mandarín incluyen el pueblo de Sichuan y el pueblo de Jianghuai.

#### Pueblo jianghuai
El pueblo de Jianghuai se distribuye en la región de Jianghuai entre el río Yangtze (Jiang, 江) y el río Huai (淮) en el centro de Anhui y el centro de Jiangsu. El mandarín del bajo Yangtze o el mandarín de Jianghuai se distingue de otros dialectos del mandarín. Los principales dialectos de la lengua es el dialecto de Nanjing.

#### Pueblo sichuan-chongqinnés
El pueblo de Sichuan se centra alrededor de Chongqing y Sichuan. El mandarín del sudoeste también es la lengua franca en Guangxi y Hubei.

### Grupos de habla cantonesa
- Total de hablantes nativos de etnia Han: 84 900 000 (2020)[2]

Los hablantes de yue o cantonés predominan en la cuenca del río Perla (centro-occidental de Guangdong y centro-oriental de Guangxi ), así como en Hong Kong y Macao . Los dialectos de Yue que se hablan en la provincia de Guangxi son mutuamente inteligibles con el cantonés. Por ejemplo, Wuzhou está a unas 120 millas río arriba de Guangzhou, pero su dialecto se parece más al de Guangzhou que al de Taishan, que está a 60 millas al suroeste de Guangzhou y separado por varios ríos. Algunos lugareños también hablan cantonés en Hainan. Por ejemplo, el dialecto Mai, que está estrechamente relacionado con el cantonés, se habla en la provincia de Hainan.
Hay comunidades de habla cantonesa en el sudeste asiático, particularmente en Vietnam, Singapur, Malasia y, en menor medida, en Indonesia. Muchos emigrantes cantoneses, en particular los pueblos taishaneses, también emigraron a Estados Unidos y Canadá, y más tarde también a Australia y Nueva Zelanda. Como resultado, el cantonés sigue siendo ampliamente utilizado por las comunidades chinas de origen Guangzhou y Hong Kong/Macao en el mundo occidental y no ha sido suplantado por completo por el mandarín.

### Grupos de habla wu
- Total de hablantes nativos de etnia Han: 81 700 000 (2020)[2]

Los pueblos de habla wu, en particular, se concentran en la cuenca del río Yangtze (sur de Jiangsu, todo Shanghái, la mayor parte de Zhejiang y partes del sur de Anhui ), el norte de Fujian y el noreste de Jiangxi . Restos dispersos de chino de habla Wu se encuentran en otras partes de China, como en Guizhou, Sichuan, Chongqing y Xinjiang, como resultado después de 1964. La mayoría de ellos fuera de la región de Jiangnan suelen hablar variantes de los dialectos de Taihu Wu . El chino Wu se habla principalmente en la región de Wu. Los jiangnaneses están formados tanto por los shanghaineses como por los ningbo, así como por otras etnias han en Jiangnan . En su mayoría hablan variantes del chino Taihu Wu . Otros idiomas que se hablan son el mandarín Jianghuai y el chino Xuanzhou Wu.
Los shanghaineseses se concentran alrededor de Shanghai y hablan el dialecto shanghainés de Wu . La gente de Ningbo es otro grupo chino de habla Wu y habla el dialecto de Ningbo . La gente de Wenzhou es un grupo chino de habla Wu que habla Wenzhounese . Aunque una minoría significativa también habla un dialecto de Min Nan conocido como Zhenan Min . Si el chino de Huizhou se consideraba completamente como una subdivisión del chino Wu, entonces se considera que las personas de Huizhou hablan Wu.
El chino wu también lo habla una minoría minúscula, en particular los habitantes del continente, tanto en Taiwán como en Hong Kong, así como también en otras comunidades chinas en el extranjero.

### Grupos de habla min
- Total de hablantes nativos han de variantes del chino min (todos los grupos): 74 200 000 (2020)[3]

Los hablantes de min están dispersos por todo el sur de China, pero se concentran principalmente en la provincia de Fujian, Taiwán y Hainan, con algunas partes en Guangdong (especialmente en Chaoshan y la punta del sur de Zhejiang ).
Hay varios dialectos principales en chino min . El dialecto de Fuzhou de Min Dong, es hablado por la gente de Fuzhou que es nativa de la ciudad de Fuzhou . El dialecto de Puxian Min está representado por la gente de Putian (también conocida como Xinghua o Henghua), la gente de habla Puxian es nativa de Puxian .
Los dialectos Hokkien de Min Nan que se hablan en el sur de Fujian y Taiwán son la división Min más grande y lo habla una población Hoklo más grande en comparación con otros dialectos Min. Además, Hokkien se extiende aún más a otros grupos Min Nan únicos que hablan variantes del dialecto Min Nan. La gente de Teochew que es nativa del este de Guangdong y la gente de Hainan que es nativa de la isla de Hainan son todos grupos del dialecto Min Nan . El dialecto de Cangnan, que es Zhenan Min, se habla en Wenzhou, Zhejiang. Fuera de China continental y Taiwán, Min Nan también constituye el mayor grupo de dialectos chinos entre las poblaciones chinas de ultramar en el sudeste asiático, como Singapur, Malasia, Indonesia y Filipinas.

### Grupos de habla hakka
- Total de hablantes nativos de etnia han: 48 200 000 (2020)[2]

El pueblo hakka habla hakka y predomina en partes de Guangdong, Guangxi, Fujian, Jiangxi y Taiwán. Son uno de los grupos más grandes que se encuentran entre la etnia Han en el sudeste asiático.

### Grupos de habla xiang
- Total de hablantes nativos de etnia han: 37 300 000 (2020)[2]

Los hablantes de xiang viven principalmente en la provincia de Hunan, por lo que a menudo se les llama gente de Hunan. Las personas que hablan Xiang también se encuentran en las provincias adyacentes de Hubei, Jiangxi y Sichuan . Los usuarios de Xiangnan Tuhua son el subgrupo étnico minoritario en esta región.

### Grupos de habla gan
- Total de hablantes nativos de etnia han: 22 100 000 (2020)[2]

El origen de los pueblos de habla Gan en China es de la provincia de Jiangxi en China. Las poblaciones de habla gan también se encuentran en las provincias de Fujian, el sur de Anhui y Hubei, y los enclaves lingüísticos se encuentran en Taiwán, Shaanxi, Sichuan, Zhejiang, Hunan, Hainan, Guangdong, Fujian y Jiangxi que no hablan gan.

### Grupos más pequeños
Otros subgrupos menores incluyen hablantes del pueblo Tanka, los gaoshan han, los tunpu, los caijia, los peranakans, los chuanqing, los kwongsai, los waxiang y los taz .

## Subgrupos han por cultura
La cultura de los chinos han es compleja y diversa. La vasta escala geográfica de China ha llevado a los han a separarse culturalmente en divisiones del norte y del sur.

### Norte
- Cultura zhongyuan (中原)
- Cultura pekinesa (燕京)
- Cultura shandongesa (魯/鲁)
- Cultura jin (晉/晋)[4][5][6]
- Cultura nororiental (東北/东北)

### Sur
- Cultura de Hubei (楚)
- Cultura Lingnan (粵/粤)
- Cultura hakka (客)
- Cultura teochew (潮)
- Cultura hokkien (閩南/闽南)
- Cultura de Fuzhou (闽都/闽东)
- Cultura jiangxinesa (贛)
- Cultura huizhouense (徽)
- Cultura hunanesa (湘)
- Cultura de Sichuan y Chongqing (川渝)
- Cultura Wuyue (吳/吴)
- Cultura de Wenzhou (瓯)
- Cultura haipai (海)
- Cultura hongkonesa (港)
- Cultura de Macao (澳)

## Subgrupos han por región en China

### China continental
El pueblo Han se originó en China continental. Cada subgrupo Han generalmente se asocia con una región particular en China; el cantonés se originó en Liangguang, el putian en Puxian, el foochow en Fuzhou, el hoklo en el sur de Fujian, el chaoshan/teochew en el este de Guangdong, el hakka en el este/centro de Guangdong y el oeste de Fujian, y el shanghainés en Shanghai .

### Hong Kong
En Hong Kong, la mayoría de la población es cantonesa . Según el World Factbook de la CIA, el 89% de los hongkoneses hablan el idioma cantonés . Otros pueblos chinos han presentes en Hong Kong son los hakka, teochew, hoklo y shanghainés, además de minorías étnicas como los tankas.

### Macao
Según el World Factbook de la CIA, el 85,7% de los habitantes de Macao hablan cantonés.
El término " pueblo de Macao " tiende a referirse a personas de ascendencia china de Macao o mezcla de cantonés y portugués . Según el censo de Macao de 2011, el 92,4% de la población de Macao es china.  La gente de Macao se usa para describir a cualquier persona que sea originaria o viva en Macao.